# Длинноволосый броненосец
Длинноволосый броненосец (лат. Chaetophractus vellerosus) — млекопитающее семейства броненосцевых.

## Описание
Длина тела составляет 25 см. Всё тело, включая панцирь, покрыто светло-коричневыми волосами.

## Распространение
Длинноволосый броненосец распространён в Гран-Чако и пампасах Аргентины, Боливии, Чили и Парагвая. Обитает в засушливых районах с редким лесом, субтропиках, травянистых равнинах с низкорослой растительностью и кустарниками.

## Образ жизни
Длинноволосый броненосец ведёт ночной образ жизни. Это всеядное животное. Его рацион состоит в основном из насекомых, а также позвоночных животных и растений (особенно стручки растений рода Prosopis). Позвоночные животные составляют 27,7 % рациона летом и до 13,9 % в зимний период, чаще добычей становятся ящерицы, птицы, лягушки, высокогорные (Eligmodontia typus) и листоухие хомячки (Phyllotis griseofulvus). Долгое время животное может обходиться без воды. Во время кормления броненосцы глотают много песка, который может занимать до 50 % от объёма желудка за один приём.

## Размножение
Период беременности составляет 60—75 дней. Животные становятся половозрелыми в возрасте 9-и месяцев и производят два помёта в год.

## Подвиды
- Chaetophractus vellerosus vellerosus
- Chaetophractus vellerosus pannosus